# 矢野桃郎

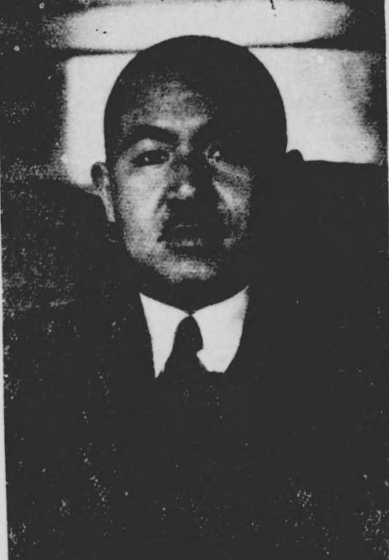
矢野 桃郎

矢野 桃郎（やの ももろう、1894年〈明治27年〉11月8日 - 没年不明）は、大正から昭和時代前期の朝鮮総督府官僚。平壌府尹、京城府尹。

## 経歴
東京市芝区愛宕町（現・東京都港区愛宕）に生まれる。1919年（大正8年）7月、東京帝国大学法科大学政治学科を卒業後、高等文官試験行政科試験に合格し、同年11月に警視庁警部となる。
1922年（大正11年）5月、朝鮮総督府警察官講習所教授に転じ、事務官を兼職する。ついで、1924年（大正13年）12月には平安南道学務課長、1926年（大正15年）3月に平安北道財務部長、1928年（昭和3年）3月に慶尚南道財務部長を経て、同年9月、忠清南道警察部長に就任する。
のち1931年（昭和6年）9月に忠清南道内務部長、1932年（昭和7年）2月に忠清北道内務部長を経て、朝鮮総督府逓信事務官に転じ、1933年（昭和8年）8月に逓信局保険運用課長に発令される。2年後の1935年（昭和10年）1月に全羅南道内務部長となり、翌年の1936年（昭和11年）10月6日、平壌府尹に就任した。
さらに、1941年（昭和16年）1月、京城府尹に就任。翌年の1942年（昭和17年）5月、退官し、翌年の1943年（昭和18年）7月まで朝鮮馬事会（現・韓国馬事会）副会長を務めた。
1944年（昭和19年）5月、新居浜市助役となった。